# Liste des titres musicaux numéro un au Royaume-Uni en 2011
Cette page liste les titres classés no 1 des ventes de disques au Royaume-Uni pour l'année 2011 selon The Official Charts Company.
Les classements hebdomadaires sont issus des 100 meilleures ventes de singles (UK Singles Chart) et des 100 meilleures ventes d'albums (UK Albums Chart). Ils prennent en compte les ventes physiques et digitales. Ils sont dévoilés le dimanche.

## Classement des singles
| №  | Date         | Artiste                                                   | Titre                       | Référence |
| -- | ------------ | --------------------------------------------------------- | --------------------------- | --------- |
| 1  | 2 janvier    | Matt Cardle                                               | When We Collide             |           |
| 2  | 9 janvier    | Rihanna feat. Drake                                       | What's My Name?             |           |
| 3  | 16 janvier   | Bruno Mars                                                | Grenade                     |           |
| 4  | 23 janvier   | Bruno Mars                                                | Grenade                     |           |
| 5  | 30 janvier   | Kesha                                                     | We R Who We R               |           |
| 6  | 6 février    | Jessie J feat. B.o.B                                      | Price Tag                   |           |
| 7  | 13 février   | Jessie J feat. B.o.B                                      | Price Tag                   |           |
| 8  | 20 février   | Adele                                                     | Someone Like You            |           |
| 9  | 27 février   | Adele                                                     | Someone Like You            |           |
| 10 | 6 mars       | Adele                                                     | Someone Like You            |           |
| 11 | 13 mars      | Adele                                                     | Someone Like You            |           |
| 12 | 20 mars      | Nicole Scherzinger                                        | Don't Hold Your Breath      |           |
| 13 | 27 mars      | Adele                                                     | Someone Like You            |           |
| 14 | 3 avril      | Jennifer Lopez feat. Pitbull                              | On the Floor                |           |
| 15 | 10 avril     | Jennifer Lopez feat. Pitbull                              | On the Floor                |           |
| 16 | 17 avril     | LMFAO feat. Lauren Bennett & GoonRock                     | Party Rock Anthem           |           |
| 17 | 24 avril     | LMFAO feat. Lauren Bennett & GoonRock                     | Party Rock Anthem           |           |
| 18 | 1er mai      | LMFAO feat. Lauren Bennett & GoonRock                     | Party Rock Anthem           |           |
| 19 | 8 mai        | LMFAO feat. Lauren Bennett & GoonRock                     | Party Rock Anthem           |           |
| 20 | 15 mai       | Bruno Mars                                                | The Lazy Song               |           |
| 21 | 22 mai       | Pitbull feat. Ne-Yo, Afrojack & Nayer                     | Give Me Everything          |           |
| 22 | 29 mai       | Pitbull feat. Ne-Yo, Afrojack & Nayer                     | Give Me Everything          |           |
| 23 | 5 juin       | Pitbull feat. Ne-Yo, Afrojack & Nayer                     | Give Me Everything          |           |
| 24 | 12 juin      | Example                                                   | Changed the Way You Kiss Me |           |
| 25 | 19 juin      | Example                                                   | Changed the Way You Kiss Me |           |
| 26 | 26 juin      | Jason Derulo                                              | Don't Wanna Go Home         |           |
| 27 | 3 juillet    | Jason Derulo                                              | Don't Wanna Go Home         |           |
| 28 | 10 juillet   | DJ Fresh feat. Sian Evans (en)                            | Louder                      |           |
| 29 | 17 juillet   | The Wanted                                                | Glad You Came               |           |
| 30 | 24 juillet   | The Wanted                                                | Glad You Came               |           |
| 31 | 31 juillet   | JLS feat. Dev                                             | She Makes Me Wanna          |           |
| 32 | 7 août       | Cher Lloyd                                                | Swagger Jagger              |           |
| 33 | 14 août      | Nero                                                      | Promises                    |           |
| 34 | 21 août      | Wretch 32 (en) feat. Josh Kumra (en)                      | Don't Go                    |           |
| 35 | 28 août      | Olly Murs feat. Rizzle Kicks                              | Heart Skips a Beat          |           |
| 36 | 4 septembre  | Example                                                   | Stay Awake                  |           |
| 37 | 11 septembre | Pixie Lott                                                | All About Tonight           |           |
| 38 | 18 septembre | One Direction                                             | What Makes You Beautiful    |           |
| 39 | 25 septembre | Dappy                                                     | No Regrets                  |           |
| 40 | 2 octobre    | Sak Noel                                                  | Loca People                 |           |
| 41 | 9 octobre    | Rihanna feat. Calvin Harris                               | We Found Love               |           |
| 42 | 16 octobre   | Rihanna feat. Calvin Harris                               | We Found Love               |           |
| 43 | 23 octobre   | Rihanna feat. Calvin Harris                               | We Found Love               |           |
| 44 | 30 octobre   | Professor Green feat. Emeli Sandé                         | Read All About It           |           |
| 45 | 6 novembre   | Professor Green feat. Emeli Sandé                         | Read All About It           |           |
| 46 | 13 novembre  | Rihanna feat. Calvin Harris                               | We Found Love               |           |
| 47 | 20 novembre  | Rihanna feat. Calvin Harris                               | We Found Love               |           |
| 48 | 27 novembre  | Rihanna feat. Calvin Harris                               | We Found Love               |           |
| 49 | 4 décembre   | The X Factor Finalists 2011                               | Wishing on a Star           |           |
| 50 | 11 décembre  | Olly Murs                                                 | Dance with Me Tonight       |           |
| 51 | 18 décembre  | Little Mix                                                | Cannonball                  |           |
| 52 | 25 décembre  | Military Wives (en) with Gareth Malone (en) & Paul Mealor | Wherever You Are            |           |

## Classement des albums
| №  | Date         | Artiste                            | Titre                              | Référence |
| -- | ------------ | ---------------------------------- | ---------------------------------- | --------- |
| 1  | 2 janvier    | Rihanna                            | Loud                               |           |
| 2  | 9 janvier    | Rihanna                            | Loud                               |           |
| 3  | 16 janvier   | Rihanna                            | Loud                               |           |
| 4  | 23 janvier   | Bruno Mars                         | Doo-Wops & Hooligans               |           |
| 5  | 30 janvier   | Adele                              | 21                                 |           |
| 6  | 6 février    | Adele                              | 21                                 |           |
| 7  | 13 février   | Adele                              | 21                                 |           |
| 8  | 20 février   | Adele                              | 21                                 |           |
| 9  | 27 février   | Adele                              | 21                                 |           |
| 10 | 6 mars       | Adele                              | 21                                 |           |
| 11 | 13 mars      | Adele                              | 21                                 |           |
| 12 | 20 mars      | Adele                              | 21                                 |           |
| 13 | 27 mars      | Adele                              | 21                                 |           |
| 14 | 3 avril      | Adele                              | 21                                 |           |
| 15 | 10 avril     | Adele                              | 21                                 |           |
| 16 | 17 avril     | Foo Fighters                       | Wasting Light                      |           |
| 17 | 24 avril     | Adele                              | 21                                 |           |
| 18 | 1er mai      | Adele                              | 21                                 |           |
| 19 | 8 mai        | Adele                              | 21                                 |           |
| 20 | 15 mai       | Adele                              | 21                                 |           |
| 21 | 22 mai       | Adele                              | 21                                 |           |
| 22 | 29 mai       | Lady Gaga                          | Born This Way                      |           |
| 23 | 5 juin       | Lady Gaga                          | Born This Way                      |           |
| 24 | 12 juin      | Arctic Monkeys                     | Suck It and See                    |           |
| 25 | 19 juin      | Take That                          | Progress                           |           |
| 26 | 26 juin      | Lady Gaga                          | Born This Way                      |           |
| 27 | 3 juillet    | Beyoncé                            | 4                                  |           |
| 28 | 10 juillet   | Beyoncé                            | 4                                  |           |
| 29 | 17 juillet   | Adele                              | 21                                 |           |
| 30 | 24 juillet   | Adele                              | 21                                 |           |
| 31 | 31 juillet   | Amy Winehouse                      | Back to Black                      |           |
| 32 | 7 août       | Amy Winehouse                      | Back to Black                      |           |
| 33 | 14 août      | Amy Winehouse                      | Back to Black                      |           |
| 34 | 21 août      | Nero                               | Welcome Reality                    |           |
| 35 | 28 août      | Will Young                         | Echoes                             |           |
| 36 | 4 septembre  | Red Hot Chili Peppers              | I'm with You                       |           |
| 37 | 11 septembre | Example                            | Playing in the Shadows             |           |
| 38 | 18 septembre | Ed Sheeran                         | +                                  |           |
| 39 | 25 septembre | Kasabian                           | Velociraptor!                      |           |
| 40 | 2 octobre    | James Morrison                     | The Awakening                      |           |
| 41 | 9 octobre    | James Morrison                     | The Awakening                      |           |
| 42 | 16 octobre   | Steps                              | The Ultimate Collection            |           |
| 43 | 23 octobre   | Noel Gallagher's High Flying Birds | Noel Gallagher's High Flying Birds |           |
| 44 | 30 octobre   | Coldplay                           | Mylo Xyloto                        |           |
| 45 | 6 novembre   | Florence and the Machine           | Ceremonials                        |           |
| 46 | 13 novembre  | Susan Boyle                        | Someone to Watch Over Me           |           |
| 47 | 20 novembre  | Michael Bublé                      | Christmas                          |           |
| 48 | 27 novembre  | Rihanna                            | Talk That Talk                     |           |
| 49 | 4 décembre   | Olly Murs                          | In Case You Didn't Know            |           |
| 50 | 11 décembre  | Amy Winehouse                      | Lioness: Hidden Treasures          |           |
| 51 | 18 décembre  | Michael Bublé                      | Christmas                          |           |
| 52 | 25 décembre  | Michael Bublé                      | Christmas                          |           |

## Meilleures ventes de l'année
| Singles | Albums |
| --- | --- |
| 1. Adele– Someone Like You 2. Maroon 5 feat. Christina Aguilera - Moves Like Jagger 3. LMFAO feat. Lauren Bennett & GoonRock – Party Rock Anthem 4. Jessie J feat. B.o.B- Price Tag 5. Rihanna feat. Calvin Harris- We Found Love 6. Pitbull feat. Ne-Yo, Afrojack & Nayer - Give Me Everything 7. Bruno Mars - Grenade 8. Ed Sheeran - The A Team 9. Adele - Rolling in the Deep 10. Jennifer Lopez feat. Pitbull – On the Floor | 1. Adele - 21 2. Michael Bublé - Christmas 3. Bruno Mars - Doo-Wops & Hooligans 4. Adele - 19 5. Coldplay - Mylo Xyloto 6. Rihanna - Loud 7. Lady Gaga - Born This Way 8. Jessie J - Who You Are 9. Ed Sheeran - + 10. Rihanna - Talk That Talk |